# Last of Seven Acoustic
Last of Seven è la versione acustica dell'album di debutto da solista di Pat Monahan, cantante della band Train. L'album è stato pubblicato nel 2008. La lista delle tracce è la medesima della versione studio dell'album.

## Tracce
1. "Last of Seven (Acoustic)"
2. "Her Eyes (Acoustic)"
3. "Two Ways to Say Goodbye (Acoustic)"
4. "Someday (Acoustic)"
5. "Cowboys and Indians (Acoustic)"
6. "Ooh My My (Acoustic)"
7. "Thinkin' 'Bout You (Acoustic)"
8. "Raise Your Hands (Acoustic)"
9. "Always Midnight (Acoustic)"
10. "Great Escape (Acoustic)"
11. "Ripple in the Water (Acoustic)"
12. "Girlfriend (Acoustic)"
13. "Pirate on the Run (Acoustic)"
14. "Shine (Acoustic)"